# Hrachia Acharian

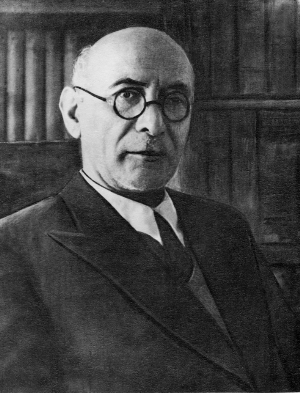
Hrachia Acharian por volta de 1925.

Hrachia Hakobi Acharian (8 de Março de 1876, Constantinopla - 16 de Abril de 1953, Erevan, Arménia Soviética) foi um linguista, etimologista, lexicógrafo, filologista e poliglota armeno. Também exerceu o cargo de professor na Universidade Estatal de Erevan, foi membro da Academia de Ciências Armena e da Associação Linguista francesa e do Instituto para Estudos Orientais checoslovaco.
Estudou na Universidade de Sorbonne com Antoine Meillet e na Universidade de Estrasburgo. Sobreviveu ao Genocídio Armênio e regressou a Erevan em 1923, onde passou a ensinar línguas estrangeiras, gramática comparativas e história da língua arménia na Universidade Estatal de Erevan. Foi autor de mais de 200 publicações científicas.

## Infância e juventude
Acharian nasceu em 8 de março de 1876, no distrito de Samatya, Constantinopla, a capital do Império Otomano. Seu pai era um sapateiro.
Acharian se envolveu em um acidente quando tinha menos de um ano de idade, o que resultou na perda de visão de seu olho esquerdo. Sua mãe o levou para o parque em um dia ensolarado, quando ele começou a chorar por ter encarado  o sol. Sua mãe o levou para casa imediatamente, mas ele continuou chorando pelo resto da noite. No dia seguinte, Acharian era incapaz de abrir os seus olhos. Os médicos fizeram um grande esforço para curá-lo, mas não foram capazes de recuperar a sua visão do olho esquerdo.
Mas o acidente não impediu que ele se tornasse um erudito e autor de dúzias de estudos.

## Educação
Acharian tinha apenas sete anos quando foi para a Escola Armênia, onde descobriu sua habilidade com linguística. Lá ele estudou armênio, francês e turco, e completou seus estudos em apenas dois anos. Ele entrou na escola de Sahakian, onde se graduou com honras depois de quatro anos. Em seguida, ele entrou na escola de Getronagan e então estudou por anos em Sorbonne, na Universidade de Estrasburgo. Lá, ele estudou línguas modernas e se tornou conhecido por sua pesquisa excepcional sobre o armênio.
Depois de anos de estudo, Acharian lecionou em Echemiazim e em Xuxa, onde conheceu Arusyak, sua futura esposa. Em 1923, já como um professor e cientista consagrado, Acharian foi convidado pelas autoridades da Armênia Soviética para se mudar para Erevan, onde ele lecionaria na Universidade do Estado. Ele morou na universidade pelos próximos 30 anos.

## Vida pessoal
Acharian conheceu sua futura esposa enquanto lecionava em Shusha. Nem mesmo a Primeira Guerra Mundial, o Genocídio Armênio e anos de peregrinação foram capazes de separá-los. Eles e mais 600 outros armênios sobreviveram miraculosamente ao Massacre de Shemakha. Em seguida, sua esposa se mudou para Tabriz.
Em uma de suas cartas, escrita em 1924 para um dos parentes persas de sua esposa, Acharian diz ter tido uma vida feliz. Em 1925, em uma carta enviada para um parente, ele escreve sobre a morte de sua esposa. Depois da morte de Arusyak, seus amigos disseram que ele mudou drasticamente e recomendaram que ele se casasse novamente. Apesar de a princípio não ter dado atenção a estes comentários, eventualmente ele se casou com uma de suas alunas, Sophiko. Eles não tiveram nenhum filho, mas adotaram uma garota chamada Knarik. Juntos, os Acharian suportaram muitas dificuldades.
De acordo com a sua filha, seu pai era um homem muito religioso. Ele orava quatro vezes ao dia enquanto dava nós em um lenço, segundo a tradição americana.
Acharian era um poliglota fluente em pelo menos 12 línguas, das quais 4 delas estavam em um nível de um tutor linguista. Ele foi um dos pioneiros sobre os estudos orientais sobre a Armênia Soviética, e deu aulas de árabe, persa e sânscrito na Universidade do Estado de Yerevan. Além disso, era fluente em francês, grego moderno, italiano, hebreu bíblico, turco otomano, alemão e inglês. Sua língua nativa era o armênio, e também era capaz de ler textos em latim.

## Prisão e cárcere
Em 1936, durante o Grande Expurgo, muitos intelectuais proeminentes ao redor da União Soviética foram declarados como "nacionalistas", "inimigos do povo" e "espiões". Estas pessoas foram presas, mortas ou exiladas. Em 18 de setembro de 1937, Acharian foi preso pela decisão feita por um tenente novato do NKVD.
Em 29 de setembro de 1937, ele foi preso e acusado de ser um inglês residente no Azerbaijão Soviético e de ser um espião agindo na universidade com um grupo de professores contra-revolucionários. Ele foi interrogado e espancado três vezes, nas quais a polícia lhe garantiu que se admitisse a culpa e assinasse uma confissão, ele seria liberto em poucos dias.
O cientista desesperado escreveu sua confissão para o NKVD admitindo ser culpado de todas as acusações contra ele. Sua máquina de escrever e seus manuscritos foram confiscados, e as portas para os cômodos de seu apartamento foram seladas. Acharian, Sophiko e sua empregada, Palina, ganharam a permissão de viver na cozinha. Um dos manuscritos de Acharian não foi encontrado na vistoria e permaneceu na sala de estar.
Sophiko e Palina consideravam os trabalhos de Acharian inestimáveis, por isso elas se esgueiraram por uma janela que ligava a cozinha com a sala de estar e recuperaram o manuscrito. Para mantê-lo longe da polícia, o irmão de Sophiko botou os manuscritos em uma caixa de aço e a enterrou debaixo de uma árvore em um jardim em Nor Butaniya. Ele não regou esta árvore por dois anos (1937-39), com medo de danificar os manuscritos.
Anos depois, um dos colegas de sela de Acharian, Rooks, explicou como Kirakosov, o investigador, extraiu o falso testemunho de Hrachia. Quando um dos investigadores o acusou de ser um espião alemão, francês, inglês, japonês e turco, Acharian respondeu:
Se há pessoas estúpidas o suficiente que acreditam que um cientista, um linguista armeno, é um espião e que tal mentira ajudará em sua carreira, vá em frente e escreva o que quiser, eu assinarei. Mas que eu, Acharian, um professor armênio, sou um espião turco, isto não faz sentido algum, além de ser um insulto sem tamanhos, e mesmo que eu seja despedaçado, não admitiria tal difamação, e tenho certeza que qualquer armênio que não tenha perdido sua dignidade te diria o mesmo!
O investigador deu um soco no rosto dele. Acharian o olhou nos olhos e disse desdenhosamente: "Sim, isto é um ato de heroísmo e tanto, um homem jovem e forte batendo em um velho doente!" O investigador, por ter falhado a fazê-lo confessar com força bruta, botou um cigarro aceso em sua testa nas interrogações subsequentes, e espancou-o tanto que Acharian precisou ser carregado pelos outros guardas. Foi então depois deste incidente que Hrachia se incriminou, confessando que em setembro e agosto de 1915 serviu como um agente contra-revolucionário do Serviço de Inteligência e expressou seu nacionalismo e expressou seus sentimentos anglófilos durante entrevistas. Mas, mesmo depois de sua "recognição voluntária" das acusações, o caso de Acharian não foi revisado por meses. A corte o sentenciou a seis anos de cárcere. Enganado e desapontado, Acharian perguntou: "Esta é a sua justiça?"
Ele foi encarceirado por dois anos, mas em 19 de dezembro de 1939 foi preso por falta de corpus delicti. Ele reganhou sua posição e direitos e retornou para a universidade.

## Morte
Acharian lecionou na universidade até o dia de sua morte, em 16 de abril de 1953. Neste dia, ele lecionou sobre a língua persa, voltou para casa, se barbeou e disse para sua mulher: "Sophiko, estou feliz. Graças a Deus, a minha mulher está saudável e minha filha está bem. Eu também fui capaz de ir para a universidade hoje, e as aulas foram bem sucedidas. O ponto é, eu completei o meu trabalho e vivi por 77 anos, dois números mágicos em sequência. Eu vi de tudo, incluindo os dias do qual sonhávamos. E agora tudo acabou para mim."
Esses foram os últimos momentos da vida de um grande cientista. Naquele dia, ele trouxe ingressos da ópera "Almast" para a sua filha. Ao ver sua família no teatro, ele as beijou e as abraçou. Ao voltar para casa despencou em sua cadeira. Seus olhos de fecharam e em sua mão havia um lenço com três nós.

## Legado
No distrito de Avan, em Yerevan, Armênia, há uma rua que foi nomeada com seu nome.